# Gashnerūd
Gashnerūd (persiska: گشنرود) är en ort i Iran.   Den ligger i provinsen Qazvin, i den nordvästra delen av landet, 170 km nordväst om huvudstaden Teheran. Gashnerūd ligger 980 meter över havet och antalet invånare är 102.
Terrängen runt Gashnerūd är bergig åt sydost, men åt nordväst är den kuperad.Runt Gashnerūd är det ganska tätbefolkat, med 108 invånare per kvadratkilometer. Närmaste större samhälle är Jīrandeh, 17,6 km nordväst om Gashnerūd. Trakten runt Gashnerūd består i huvudsak av gräsmarker.